# Cantonul Hasparren
Cantonul Hasparren este un canton din arondismentul Bayonne, departamentul Pyrénées-Atlantiques, regiunea Aquitania, Franța.

## Comune
- Bonloc
- Hasparren (reședință)
- Macaye
- Méharin
- Mendionde
- Saint-Esteben
- Saint-Martin-d'Arberoue